# 島内駅
島内駅（しまうちえき）は、長野県松本市大字島内にある、東日本旅客鉄道（JR東日本）大糸線の駅である。駅番号は「40」。

## 歴史
- 1915年（大正4年）11月1日：信濃鉄道の駅として開業[3]。旅客・貨物の取扱を開始[4]。
- 1926年（大正15年）1月8日：信濃鉄道が全線電化し、旅客列車を電車化[3]。
- 1937年（昭和12年）6月1日：信濃鉄道国有化[5]。
- 1960年（昭和35年）9月：松本駅 - 信濃大町駅間の貨物列車を電化[6]。
- 1971年（昭和46年）1月30日：貨物の取り扱いを廃止[4]。
- 1979年（昭和54年）7月16日：業務委託駅となる[7]。
- 1983年（昭和58年）3月25日：駅員無配置駅となり[8]、簡易委託化[9]。荷物の扱いを廃止[10]。
- 1987年（昭和62年）4月1日：国鉄分割民営化に伴い、東日本旅客鉄道（JR東日本）の駅となる[11]。
- 2000年（平成12年）4月1日：簡易委託を終了[要出典]。
- 2025年（令和7年）3月15日：ICカード「Suica」の利用が可能となる[12][13]。東京近郊区間に編入される[12]。

## 駅構造
島式ホーム1面2線を有する地上駅である。2番線が本線、1番線が上り1番であるが、特急の通過待ちなど一部を除いて下り列車が1番線、上り列車が2番線を使用する。待合室に自動券売機と簡易Suica改札機（入場機・出場機）が設置されている。
松本駅管理の無人駅となっている。また、ホームがカーブしており、列車とホームの間が広く開いている箇所があるため、列車が当駅に停まる際には、車内放送では足元に注意するよう案内がある。

### のりば
| 番線 | 路線    | 方向 | 行先               |
| ---- | ------- | ---- | ------------------ |
| 1・2 | ■大糸線 | 下り | 信濃大町・白馬方面 |
| 1・2 | ■大糸線 | 上り | 松本方面           |

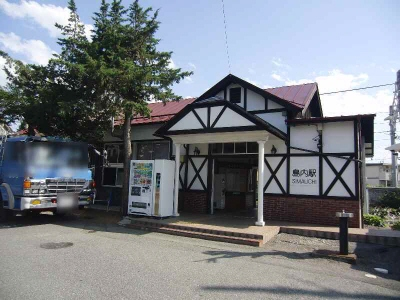
旧駅舎（2013年7月）
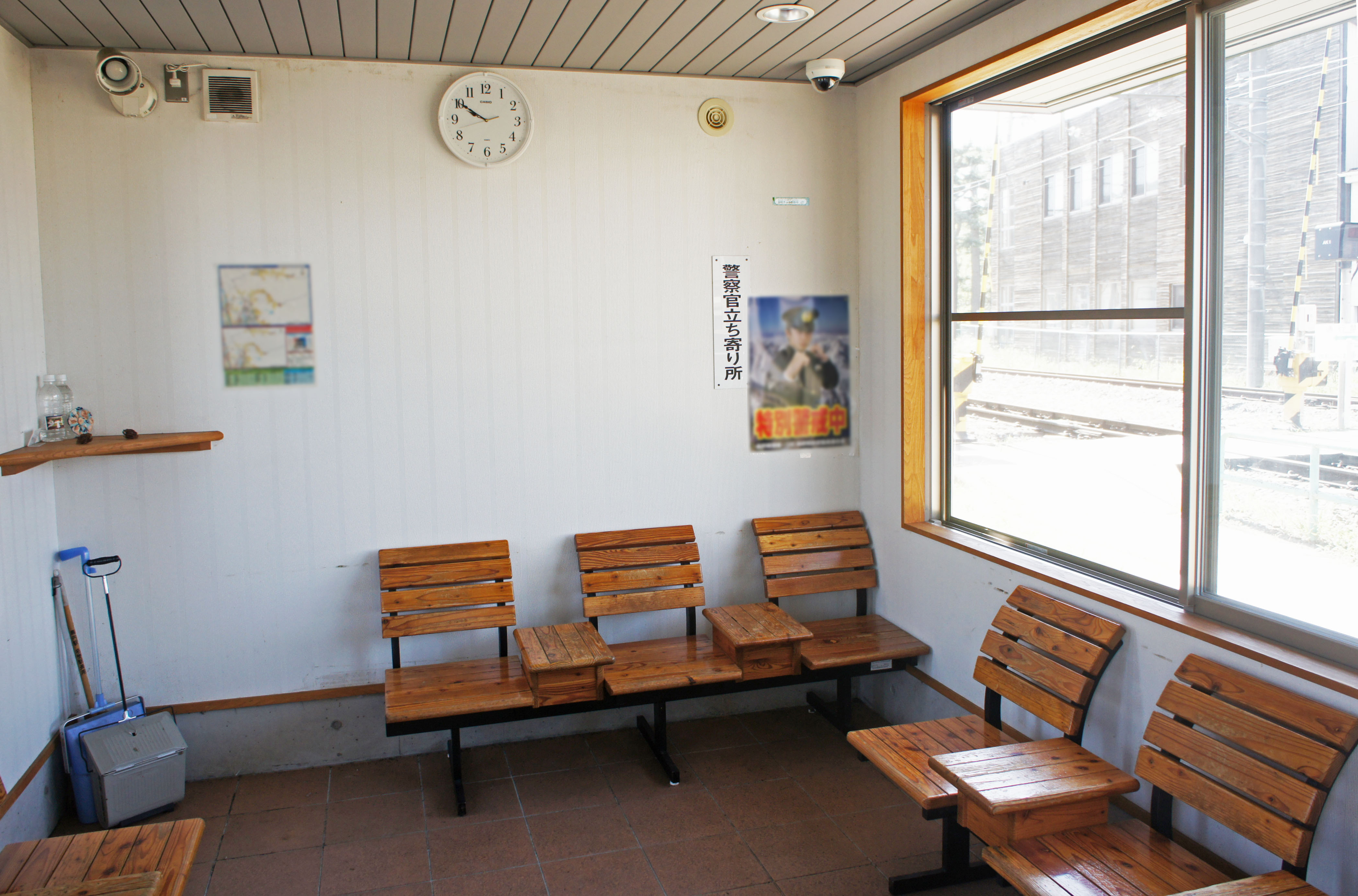
待合室（2021年8月）
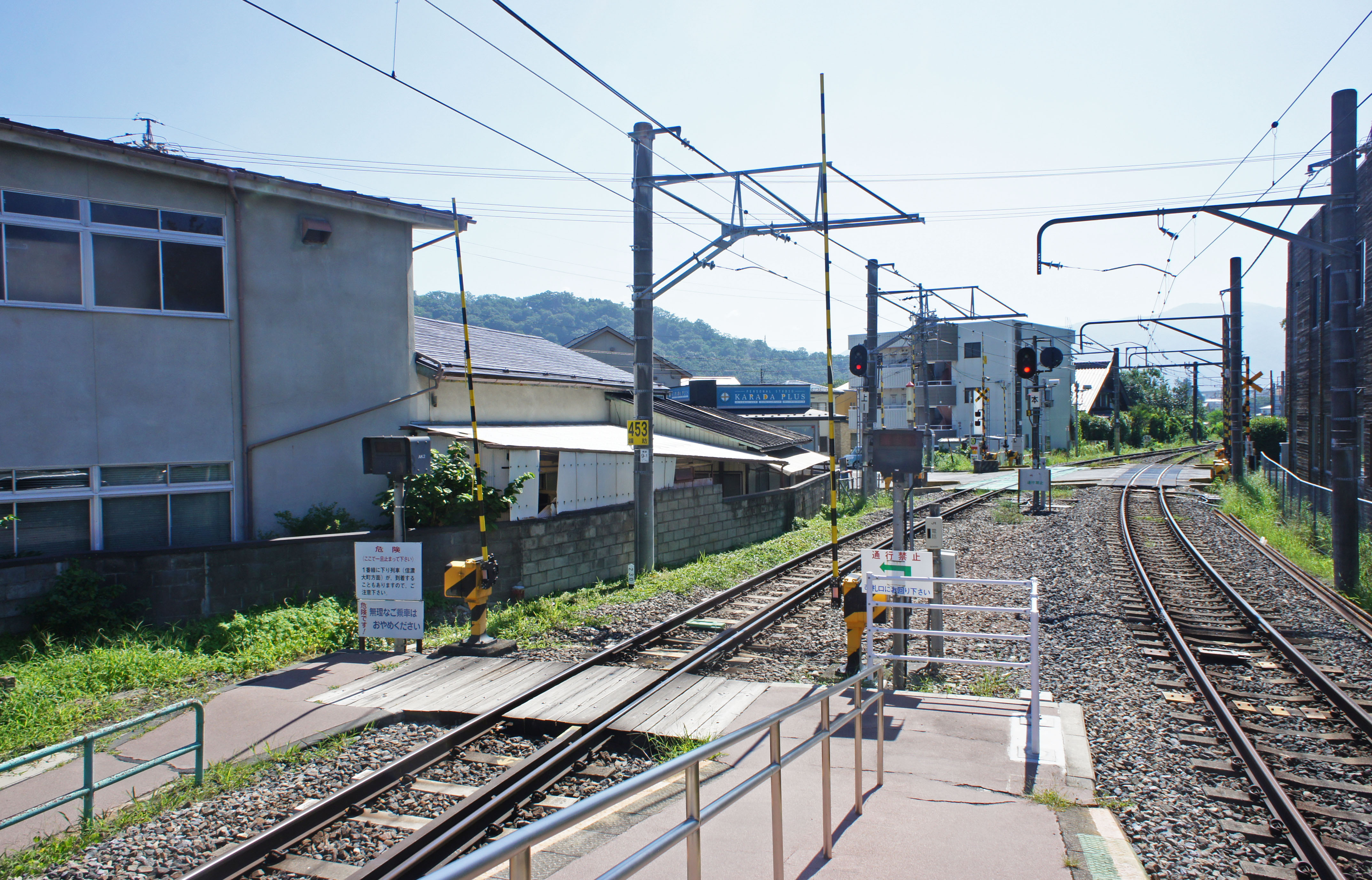
構内踏切（2021年8月）
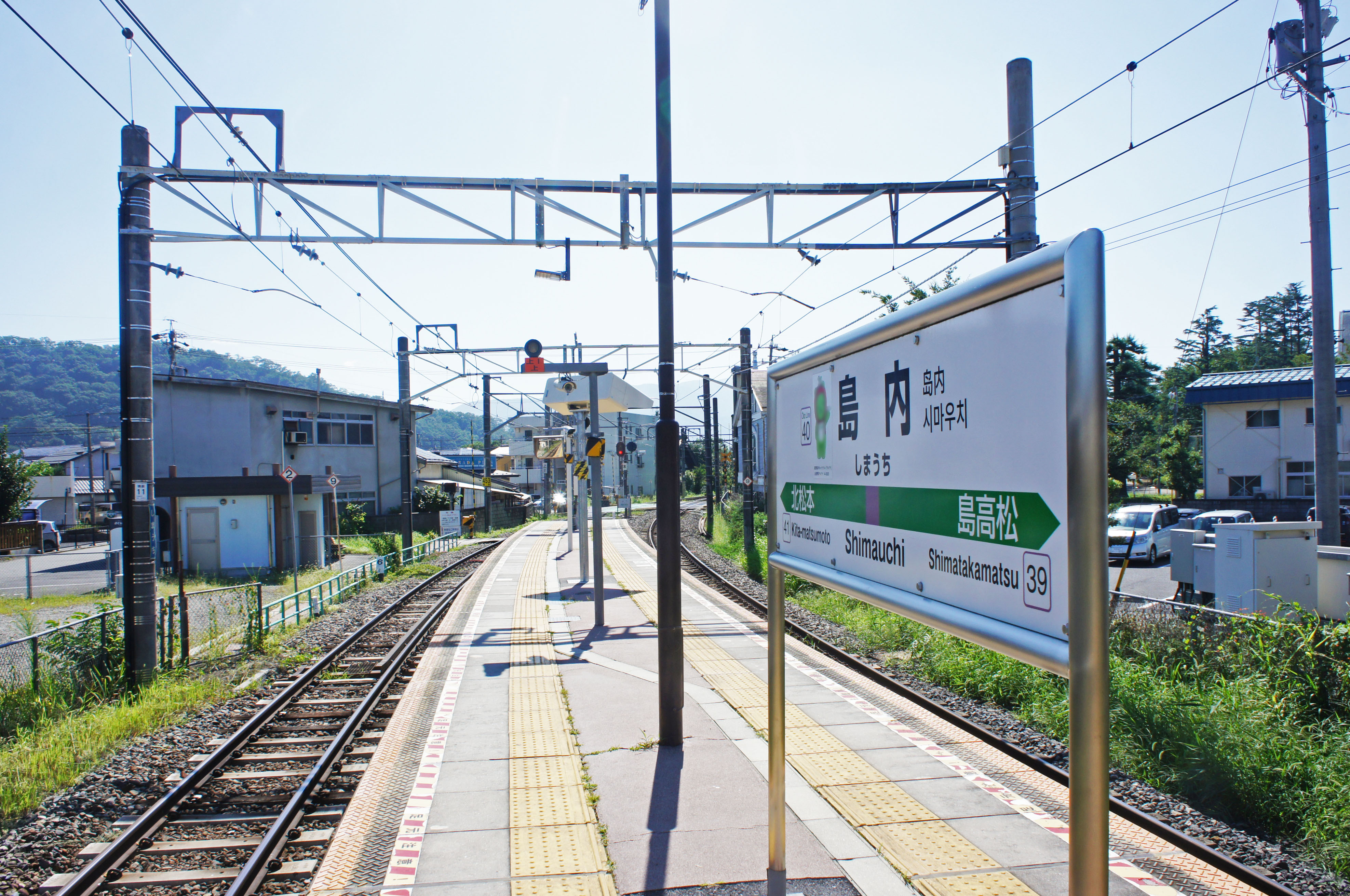
ホーム（2021年8月）

## 利用状況
「長野県統計書」によると、2007年度（平成19年度）、2009年度（平成21年度）- 2011年度（平成23年度）の1日平均乗車人員の推移は以下のとおりであった。
| 乗車人員推移       | 乗車人員推移     | 乗車人員推移 |
| 年度               | 1日平均 乗車人員 | 出典         |
| ------------------ | ---------------- | ------------ |
| 2007年（平成21年） | 375              | [ 1 ]        |
| 2009年（平成21年） | 361              | [ 1 ]        |
| 2010年（平成22年） | 370              | [ 15 ]       |
| 2011年（平成23年） | 371              | [ 16 ]       |

## 駅周辺
- 第一交通松本営業所
- 西友島内店
- 松本信用金庫島内支店
- JA松本ハイランド島内支所
- 松本市音楽文化ホール（ザ・ハーモニー・ホール）[1]
- 松本市立島内小学校
- 松本市立松島中学校
- 島内郵便局
- 島内新橋公民館
- 松本市宮渕浄化センター
- 新橋
- 三峯神社
- 城山公園
- 武宮神社
- 勘左衛門堰
- 奈良井川
- 糸魚川街道（旧・国道147号）
- 長野県松本合同庁舎
- 松本市役所島内出張所

### バス路線
- 松本市西部地域コミュニティバス（地域提携バス）「島内駅」停留所
  - ラーラ松本、松本駅アルプス口方面[17]

## 隣の駅
東日本旅客鉄道（JR東日本）
■大糸線
快速（上り1本のみ運転）・普通 
北松本駅 (41) - 島内駅 (40) - 島高松駅 (39)